# محطة ميهاما للطاقة النووية
محطة ميهاما للطاقة النووية تديرها شركة كانساي للطاقة الكهربائية. تقع هذه المحطة في بلدة ميهاما قي محافظة فوكوي اليابانية على بعد 320 كيلومترًا غرب طوكيو، في موقع تبلغ مساحته 520,000 متر مربع، تشغل المساحات الخضراء 60% منه. اعتُمدت محطة ميهاما 1 في عام 1970.

## المفاعلات في المحطة
| وحدة المفاعل | نوع المفاعل                 | الناتج الكهربائي المتوسط (الواصل إلى الشبكة) | القدرة التشغيلية الكهربائية (القدرة الكلية) | بدء الإنشاء   | أول حرجية (أول حالة تشغيل عادية) | تاريخ الاعتماد | تاريخ إنهاء الخدمة |
| ميهاما 1     | مفاعل ماء مضغوط (م.م.مضغوط) | 320 ميغاواط                                  | 340 ميغاواط                                 | 1 فبراير 1967 | 8 أغسطس 1970                     | 28 نوفمبر 1970 | مارس 2015          |
| ميهاما 2     | م.م.مضغوط                   | 470 ميغاواط                                  | 500 ميغاواط                                 | 29 ماي 1968   | 21 أبريل 1972                    | 25 يوليو 1972  | مارس 2015          |
| ميهاما 3     | م.م.مضغوط                   | 780 ميغاواط                                  | 826 ميغاواط                                 | 7 أغسطس 1972  | 19 فبراير 1976                   | 1 ديسمبر 1976  |                    |

## الحوادث

### حادث عام 1991
في 9 فبراير عام 1991، تعطل أنبوب في مولد البخار التابع للوحدة 2 بشكل كامل، ما أدى إلى إطفاء سريع للمفاعل مع تنشيط كامل لنظام التبريد الأساسي في حالات الطوارئ. وفي النهاية، تسربت كمية صغيرة من الإشعاع إلى الخارج.

### حادث عام 2004
في 9 أغسطس عام 2004، وقع حادث في المبنى المخصص لعنفات مفاعل ميهاما 3، وأسفر تسرب المياه الساخنة والبخار من أنبوب مكسور عن مقتل خمسة عمال وإصابة ستة آخرين. وُصف الحادث بأنه أسوأ حادث للطاقة النووية في اليابان قبل أزمة محطة فوكوشيما الأولى للطاقة النووية، وهذا رغم عدم وجود أي علاقة له بالقسم النووي (المبنى المخصص للعنفات منفصل عن مبنى المفاعل).
ميهاما 3 هو مفاعل ماء مضغوط (م.م.مضغوط) ثلاثي العرى من تصنيع شركة ويستينغهاوس باستطاعة 826 ميغاواط كهربائي، وُضع في الخدمة منذ عام 1976. حدث تمزق الأنابيب في أنبوب قطره الخارجي 55.9 سنتيمتر (22.0 إنش) في العروة «أ» من نظام المكثفات بين سخان مياه التغذية الرابع ومزيل الهواء، تجاه فوهة قياس تدفق المياه أحادي الطور. كان هناك 105 عمال يستعدون لعمليات تفتيش دورية في الوقت الذي تمزقت فيه الأنابيب الثانوية.
لم تكشف مراجعة معاملات المحطة عن أي مؤشرات منذرة قبل وقوع الحادث، ولم تكن هناك أي عمليات خاصة قد تكون مسؤولةً عن تمزق الأنابيب. خلص أحد التحقيقات إلى أن نوعية المياه بقيت على حالها منذ اعتماد المحطة، غير أن الأنابيب المعيبة قد أُهملت من خطة المراقبة الأولية، وكانت نظم إدارة الجودة غير فعالة. أُعيد تشغيل ميهاما 3 في يناير عام 2007 بعد إجراء تغييرات «لإعادة ترسيخ ثقافة السلامة» داخل شركة الكهرباء الكورية للطاقة (كيبكو)، والحصول على إذن من محافظة فوكوي ومنظمي الصناعة.

## الإجراءات القانونية ضد إعادة تشغيل محطات الطاقة النووية
في أغسطس عام 2011، رفع مواطنو محافظة شيغا الواقعة على ضفاف بحيرة بيوا دعوى قضائية في محكمة أوتسو المحلية، وطلبوا من المحكمة منع إعادة تشغيل سبعة مفاعلات تديرها شركة كانساي للطاقة الكهربائية في ولاية فوكوي.

## البحوث الزلزالية في عامي 2011 و2012
في الخامس من مارس عام 2012، كشفت مجموعة من الباحثين في مجال الزلازل عن إمكانية حدوث هزة أرضية بقوة 7.4 (أو أقوى من ذلك) تحت محطة تسوروغا للطاقة النووية. قبل هذا التاريخ، قامت اللجنة اليابانية الحكومية لأبحاث الزلازل ومؤسسة الطاقة الذرية اليابانية بحسابات أظهرت أن طول صدع أوراسوكو تحت المحطة مع التصدعات الأخرى المتصلة به يبلغ نحو 25 كيلومترًا ويمكن أن يسبب زلزالًا بقوة 7.2 وانزياحًا بمقدار 1.7 متر. علاوة على ذلك، لم تضع وكالة السلامة النووية والصناعية اليابانية (إن آي إس إيه) ومؤسسة الطاقة الذرية اليابانية (جي إيه بّي) ضمن حساباتهما وجود الصدوع المحيطية عند تقييم أمن محطة تسوروغا للطاقة النووية.
أظهر تحليل المسح الصوتي وبيانات أخرى قدمتها مؤسسة الطاقة الذرية اليابانية وحللها فريق من خبراء وكالة السلامة النووية والصناعية وجود صدوع متعددة ضمن مسافة كيلومترين إلى ثلاثة كيلومترات من صدع أوراسوكو. وفقًا لسوجياما، وهو عضو من مجموعة العلماء هذه، من المحتمل جدًا أن تنشط هذه الصدوع معًا، الأمر الذي سيؤدي إلى تمدد طول صدع أوراسوكو إلى 35 كيلومترًا.